# Monoteisme ètic
El monoteisme ètic és un sistema de creença que es va desenvolupar a la Terra d'Israel, on l'adoració i culte exclusius al seu Déu Elohim van portar al seu reconeixement com l'únic i veritable. El monoteisme ètic sol definir-se en contraposició al monoteisme filosòfic. Es preocupa menys amb la unitat numèrica de Déu, que amb un compromís conscient amb el culte a un sol Déu. La fe trobada en el Tanakh (la Bíblia Jueva, de l'acrònim en hebreu: תַּנַךְ) és més pràctica que teòrica; Les dimensions ètiques per a la naturalesa de Déu es recalquen en la Torà i els Nevi'im (profetes jueus), tant en la seva justícia inherent, com en les exigències morals i ètiques del poble jueu.

## Definició
El monoteisme ètic és una forma de monoteisme exclusiu on es creu que Déu és l'únic déu, així com la font dels estàndards de moralitat, guiant a la humanitat mitjançant els principis ètics. Encara que el monoteisme ètic es va originar en el judaisme, és present en moltes altres religions diferents, com el zoroastrisme, el bahaisme, el cristianisme, el sikhisme, l'islam i moltes més. Totes aquestes religions inclouen la creença en un poder superior, que controla tot el que passa al Cosmos. En el cristianisme, Déu és adorat com la Santíssima Trinitat o segons concepcions no trinitàries de Déu. Els seguidors del monoteisme ètic creuen que cap altre déu no es pot comparar amb el Déu veritable d'Abraham, Isaac i Jacob.